# Ochotsk-Platte

Lage der Ochotsk-Platte

Die Ochotsk-Platte ist eine kleine tektonische Platte, die im Norden an die Nordamerikanische Platte, im Osten an die Pazifische Platte, im Süden an die Philippinische Platte und im Westen an die Eurasische Platte grenzt.
Im Westen würde sie auch an der Amurplatte liegen, deren Existenz noch nicht zweifelsfrei geklärt ist. Früher wurde angenommen, dass die Ochotsk-Platte Teil der Nordamerikanischen Platte ist,  Studien konnten dies aber widerlegen.
Die Platte besitzt eine Fläche von 0,07482 Steradiant und ist nach dem Städtchen Ochotsk in der russischen Region Chabarowsk benannt.